# 메트로 애틀랜타

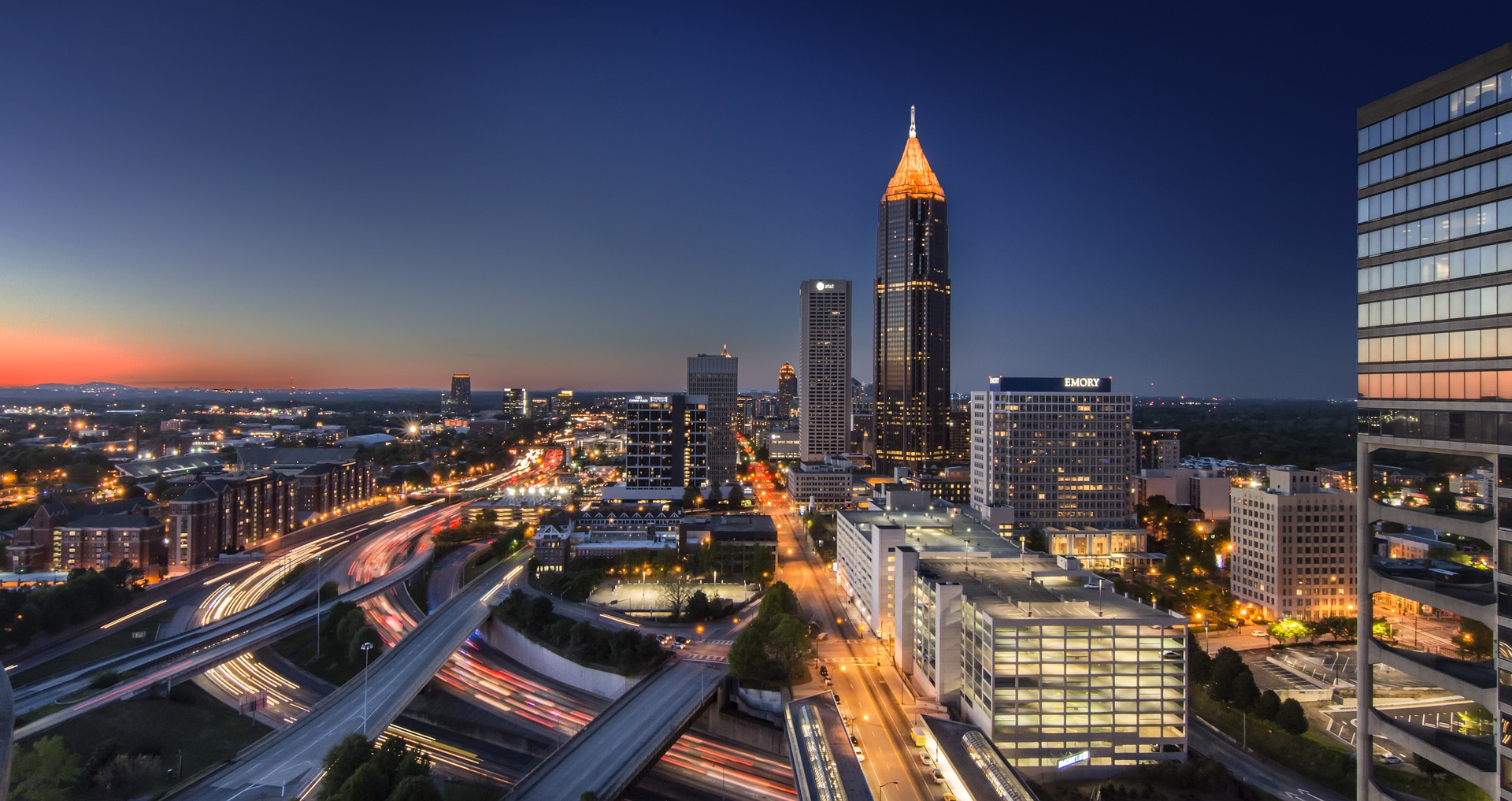
2016년 4월의 미드타운 애틀란타

메트로 애틀랜타(Metro Atlanta)는 미국 관리예산실에 의해 애틀랜타-샌디 스프링스-로스웰 대도시 통계구역(Atlanta–Sandy Springs–Roswell metropolitan statistical area)으로 지정된 것으로, 미국 조지아주에서 가장 인구가 많은 대도시 통계 지역이며 미국 인구조사국의 2023년 7월 1일 대도시 지역 인구 추정치에 기반하여 미국에서 6번째로 큰 통계 지역이다. 경제, 문화, 인구통계학적 중심지는 애틀랜타이며, 미국 인구조사국의 2023년 추산에 따르면 총 인구는 6,307,261명이다.
대도시 애틀랜타의 핵심 5개 카운티는 풀턴군, 디캘브군, 코브군, 그위닛군 및 클레이턴군이며, 대도시 지역 인구의 60% 이상이 이 카운티에 거주한다. 대도시 지역은 더 넓은 무역 지역인 애틀랜타-아테네-클라크 카운티-샌디 스프링스 결합 통계 지역의 핵심을 형성한다. 통합된 통계 영역은 노스 조지아의 최대 39개 카운티에 걸쳐 있다. CSA는 2020년 미국 인구 조사에서 인구가 6,930,423명이라고 기록했다. 애틀랜타는 미국 인구조사국 남동부 지역 중 가장 큰 대도시 지역이다. 2021년에는 총인구가 광역 마이애미 지역을 넘어섰고, 2023년에는 워싱턴 수도권과 필라델피아 수도권(후자는 북동부 지역)을 모두 넘어섰다.